# Tio Patinhas (bicheiro)
Ângelo Maria Longa, mais conhecido pelo apelido Tio Patinhas (Rio de Janeiro, c. 1910 – Rio de Janeiro, 16 de março de 1986), foi um contraventor e bicheiro brasileiro, tendo sido um dos mais ricos e influentes banqueiros do jogo do bicho no Rio de Janeiro entre as décadas de 1970 e 1980.
Conhecido como o "Bradesco da contravenção" devido à sua riqueza, foi um dos bicheiros com maior movimento de apostas no estado, com pontos em diversos bairros da Zona Sul, Centro, Vila Isabel e Tijuca. Ele também desempenhou o papel de "descarga" dentro do sistema do jogo e foi uma das figuras centrais da "cúpula do jogo do bicho", que ajudou a criar, tendo feito parte do seu topo hierárquico até sua morte em 1986.

## Biografia

### Vida pessoal
Inspirado no personagem da Disney, Ângelo Maria Longa ganhou o apelido "Tio Patinhas" devido à sua fama de mesquinho e desconfiado. Sem confiança nos bancos brasileiros, guardava pilhas de dinheiro em um cofre-forte em sua própria residência. Após sofrer um infarto em 1974, preferiu tratamento gratuito no Hospital Municipal Souza Aguiar, apesar de ter condições financeiras para um hospital particular. Apesar da fortuna, ele manteve uma vida discreta e sem ostentação pública.
Foi casado com Marina Donato Longa, com quem teve um filho, Pedro Sebatião Longa, que se tornou estivador. Também teve relacionamentos com Maria Cenira e Altair Dias, com esta última vivendo com ele nos últimos 40 anos, embora fosse casado formalmente com Marina. Altair foi mãe de Iara, filha de criação de Tio Patinhas.
Em fevereiro de 1975, foi sequestrado e libertado após três dias, em circunstâncias nunca totalmente esclarecidas.

### Carreira no jogo do bicho
Tio Patinhas esteve envolvido com o jogo do bicho no Rio de Janeiro por cerca de 50 anos. O banqueiro tinha como principal e mais longevo parceiro Waldemiro Garcia, o Miro Garcia, de quem foi sócio em vários pontos na Zona Sul e Centro do Rio. Também manteve sociedades com Haroldo Rodrigues Nunes, o Haroldo Saens Peña, em pontos na Zona Norte.
Ele também apadrinhou novos banqueiros na década de 1970, como Aílton Guimarães Jorge, o Capitão Guimarães, que começou a trabalhar para ele antes de se tornar um grande nome no jogo do bicho. Em 1979, Tio Patinhas entregou ao ex-militar dezenas de pontos em Niterói, São Gonçalo e Itaboraí que pertenciam a Agostinho Lopes da Silva Júnior, o Guto, um bicheiro endividado com o banqueiro que desapareceu misteriosamente. Ninguém foi responsabilizado pelo sumiço de Guto, e Capitão Guimarães transformou-se nos anos seguintes em um dos grandes contraventores do jogo do bicho fluminense.
Na década de 1970, Tio Patinhas foi amplamente reconhecido como o bicheiro mais rico do Rio. Ele foi um dos fundadores da "cúpula do jogo do bicho", sendo considerado um dos dois grandes chefões do grupo, ao lado de Castor de Andrade, que era visto como a liderança política do bando, enquanto Tio Patinhas era o "mentor financeiro" da cúpula. Composta por cerca de 180 bicheiros na época de sua fundação, em 1974, a organização destinava-se a estabilizar o jogo, reduzindo os conflitos entre os bicheiros e permitindo maior controle e profissionalização da atividade. Por ser o banqueiro mais rico da cúpula, Tio Patinhas atuava como "descarga". A função garantia o pagamento de grandes prêmios em apostas de alto risco, funcionando como uma espécie de seguradora para bicheiros menores e evitando que bancas menores quebrassem em caso de vitória de apostadores.
Durante um período da sua carreira, Tio Patinhas esteve envolvido com contrabando. Como outros bicheiros poderosos em seu tempo, ele também diversificou seus negócios e investiu em imóveis e haras.
Embora outros nomes, como Haroldo Saens Peña e Aniz Abraão David tenham ascendido no topo da cúpula na década de 1980, Tio Patinhas manteve seu poder até sua morte.

### Morte
Em dezembro de 1985, foi internado por problemas pulmonares, vindo a falecer em 16 de março de 1986, aos 76 anos, por câncer. Após sua morte, Miro Garcia e seu filho Waldemir Paes Garcia, o Maninho, que também era afilhado e já vinha trabalhando junto com Tio Patinhas, herdaram sua fortuna e os pontos do jogo. Estimava-se que Tio Patinhas controlava entre 250 a 800 bancas, empregando cerca de 4 000 pessoas e gerando um lucro mensal estimado entre Cz$ 3 000 000 e Cz$ 10 000 000.